# John the Revelator
Pour la chanson de Depeche Mode, voir John the Revelator / Lilian.
John the Revelator est une chanson de gospel-blues traditionnelle, d'inspiration biblique, enregistrée pour la première fois par Blind Willie Johnson en 1930 à Atlanta en Géorgie. Le critique musical Thomas Ward la décrit comme « l'une des chansons les plus puissantes de toute la musique acoustique d'avant-guerre », qui « a énormément influencé les artistes de blues ».
La chanson a été reprise un très grand nombre de fois, avec des variations dans les couplets et la musique, notamment par le groupe Depeche Mode (John the Revelator / Lilian, 2006), le guitariste Steve Vai (The Story of Light, 2012), Son House ou encore par Tom Waits.
Le titre de la chanson fait référence à Jean de Patmos dans son rôle d'auteur du Livre de l'Apocalypse. Une partie de ce livre se concentre sur l'ouverture de sept sceaux et les événements apocalyptiques qui en résultent. Dans ses différentes versions, la chanson cite plusieurs passages de la Bible dans la tradition des spirituels américains.

## Version de Blind Willie Jonhson

### Enregistrement
Blind Willie Johnson a enregistré John the Revelator lors de sa cinquième et dernière session d'enregistrement pour Columbia Records à Atlanta, en Géorgie, le 20 avril 1930. Willie B. Harris, sa femme à cette époque, accompagne Johnson à la voix et à la guitare, qui chante les parties de réponse de la chanson. Leur chant ajoute un "sentiment d'effroi et de pressentiment" à la chanson, avec la ligne de refrain Who's that a writin ', John the Revelator qui est "répétée comme un mantra". La chanson a été publiée comme l'un des derniers singles de Johnson et est incluse dans de nombreuses compilations, y compris l'Anthology of American Folk Music de 1952,,.

### Paroles
Les paroles de Willie Johnson font référence à un certain nombre de passages de la Bible :
1

[appel] Well who's that writin'? [réponse] John the Revelator

Who's that writin'? John the Revelator

Who's that writin'? John the Revelator

A book of the seven seals

2

[appel] Tell me what's John writin'? [réponse] Ask the Revelator

What's John writin'? Ask the Revelator

What's John writin'? Ask the Revelator

A book of the seven seals

3

Well who art worthy, thousands cried holy

Bound for some, Son of our God

Daughter of Zion, Judah the Lion

He redeemeth, and bought us with his blood

(Répétition des strophes 1 & 2)

4

John the Revelator, great advocator

Get's 'em on the battle of Zion

Lord, tellin' the story, risin' in glory

Cried, "Lord, don't you love some I"

(Répétition des strophes 1 & 2)

5

Well Moses to Moses, watchin' the flock

Saw the bush where they had to stop

God told Moses, "Pull off your shoes"

Out of the flock, well you I choose

(Répétition des strophes 1 & 2)

## Reprise de Son House

### Enregistrement
Le musicien de Delta Blues Son House a enregistré plusieurs versions a cappella de John the Revelator dans les années 1960. Ses paroles pour un enregistrement de 1965 font explicitement référence à trois événements théologiquement importants : la chute de l'homme, la passion du Christ et la résurrection.
Cette version a été incluse sur l'album de 1965 The Legendary Son House : Father of the Folk Blues(Columbia). Une autre version de la même session se trouve dans la réédition de 1992 de Son House - Father of the Delta Blues : The Complete 1965 Sessions (Columbia).

### Paroles
1

[appel] Who's that writin'? [réponse] John the Revelator

Tell me who's that writin'? John the Revelator

Tell me who's that writin'? John the Revelator

Wrote the book of the seven seals

2

[appel] Who's that writin'? [réponse] John the Revelator

Tell me who's that writin'? John the Revelator

Tell me who's that writin'? John the Revelator

Wrote the book of the seven seals

3

You know God walked down in the cool of the day

Called Adam by his name

And he refused to answer

Because he's naked and ashamed

(Répétition des strophes 1 & 2)

4

You know Christ had twelve apostles

And three he led away

He said, "Watch with me one hour,

'till I go yonder and pray."

(Répétition des strophes 1 & 2)

5

Christ came on Easter morning

Mary and Martha went down to see

He said, "Go tell my disciples

To meet me in Galilee."

(Répétition des strophes 1 & 2)